# OutRage!
 (juin 2011).
Si vous disposez d'ouvrages ou d'articles de référence ou si vous connaissez des sites web de qualité traitant du thème abordé ici, merci de compléter l'article en donnant les références utiles à sa vérifiabilité et en les liant à la section « Notes et références ».
OutRage! est une association activiste britannique qui lutte pour les droits des personnes LGBT. Ce groupe aux prises de position radicales a souvent été critiqué pour ses méthodes extrêmes.

## Histoire
L'association est créée le 10 mai 1990 lors d'une rencontre en réaction au meurtre de l'acteur gay Michael Booth le 30 avril. Plusieurs des personnes à l'origine de la réunion faisaient partie de l'Organisation for Lesbian and Gay Action (OLGA) qui combattait la Section 28. Les quatre principaux fondateurs d'OutRage! sont Simon Watney, Keith Alcorn, Chris Woods et Peter Tatchell. Plusieurs des premiers membres provenaient du Gay Liberation Front.
L'association se divisa elle-même en plusieurs sous-groupes tels que "the Whores of Babylon" (les prostituées de Babylone, "Expanding THe Non-Indigenous Contingent" (ETHNIC), ou "Lesbians Answer Back In Anger" (LABIA).
OutRage! a manifesté et mené des actions contre les pièges que la police londonienne dressait contre les homosexuels dans les toilettes publiques à Hyde Park, contre l'arrestation des homosexuels qui s'embrassaient en public, contre l'homophobie religieuse, les discours de haine…
En 1991, une partie du groupe décida de favoriser la tactique de l'outing (ou révélation publique de l'homosexualité de personnes publiques). La presse dénonça largement leurs projets d'outing, avant qu'OutRage ne révèle que leurs outings (fantaisistes) n'avaient pour but que de dénoncer les propres outings menés quotidiennement et sans scrupules par la presse britannique elle-même.
En 1992, des groupes d'extrême gauche tentèrent d'annexer OutRage! Contre la fragilisation du groupe, OutRage décida de dissoudre tous les sous-groupes afin de garder plus d'unité, le groupe LABIA décidant de son côté de former les Lesbian Avengers.
En 1993, neuf membres de l'association furent arrêtés alors qu'ils manifestaient dans les bureaux anglais de Benetton, avant d'être poursuivis puis finalement acquittés.
En 1994, ils menèrent campagne lors de la révision de l'âge de consentement aux relations sexuelles, qui étaient alors de 16 ans pour les hétérosexuels, et de 21 ans pour les homosexuels. Ils s'introduisirent à un meeting du parti travailliste pour protester contre les 35 parlementaires travaillistes qui avaient voté contre l'égalité. Ce n'est qu'en 2000 qu'une loi du Parlement rendit égaux les âges de consentement sexuel quelle que soit l'orientation sexuelle.
Fin 1994, OutRage! entreprend de lutter contre « l'homophobie religieuse dans l'Église d'Angleterre ». Le groupe révèle le nom d'évêques supposés homosexuels. Il fait notamment pression sur l'évêque de Londres David Hope. Dénonçant une tentative « d'intimidation ou pire », ce dernier convoque une conférence de presse pour rendre publique la lettre reçue de Peter Tatchell. Il affirme avoir toujours mené une vie de célibataire, sans activité sexuelle, conforme à la doctrine de son Église. Peter Tatchell dément avoir voulu faire acte de menace ou de chantage,.